# Koppelsberg
Koppelsberg ist ein Ort im Naturpark Holsteinische Schweiz, dessen östlicher Teil ein Stadtteil der Stadt Plön und dessen westlicher Teil
ein Ortsteil von Dörnick ist.

## Geographie
Der Koppelsberg, auf dem der Ort liegt, liegt im Westen des Stadtzentrums von Plön Richtung Ascheberg auf einem schmalen Landstreifen, der im Süden vom Großen Plöner See und im Norden vom Kleinen Plöner See begrenzt wird. Hier verbindet die Schwentine über den Mühlensee die beiden Plöner Seen. Erschlossen wird der Koppelsberg durch die über den Landstreifen führende B 430.

## Einrichtungen
Auf dem Koppelsberg befinden sich mehrere Freizeit- und Bildungseinrichtungen. So sind dort neben zahlreichen Ferienhäusern die Jugendherberge der Stadt Plön und ein Wassersportzentrum mit Segelverein, Hafen und Werft sowie ein Kanucenter mit Bootsverleih angesiedelt.

### Evangelische Jugend-, Freizeit- und Bildungsstätte Koppelsberg

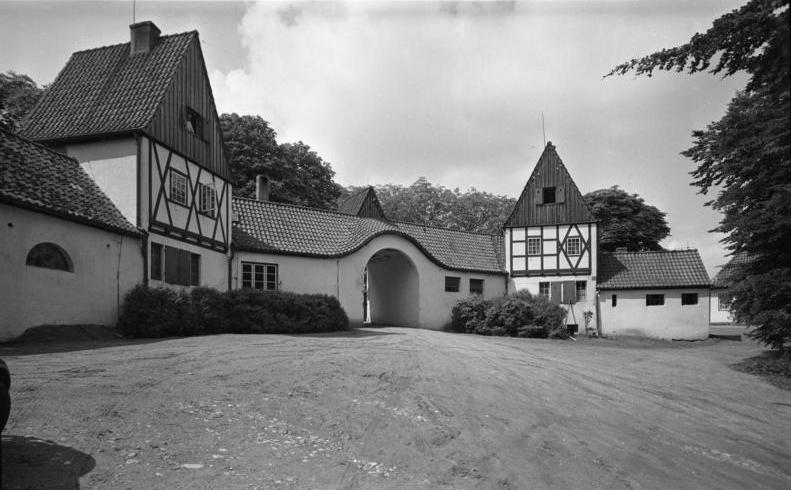
Torhaus der Wilhelm-Moll-Stiftung (1958)

Die größte Einrichtung ist die seit den 1950er Jahren bestehende Ev. Jugend-, Freizeit- und Bildungsstätte Koppelsberg, die auf einem ehemaligen Gut des Hamburger Kaufmannes Wilhelm Moll untergebracht ist. Dieser hatte 1910 die Grundstücke gekauft und 1913 eine Sommerresidenz errichtet. Ab 1938 wohnte die Familie Moll ständig im Herrenhaus. 1948 boten Emmy Luise Moll und die Testamentsbevollmächtigten ihres verstorbenen Ehemannes Wilhelm Moll der damals noch eigenständigen  Evangelisch-Lutherischen Landeskirche Schleswig-Holsteins die Liegenschaft Koppelsberg mit allen Gebäuden zum Kauf an, die es unter Bischof Wilhelm Halfmann und den Präsidenten des Landeskirchenamtes Herbert Bührke am 11. August 1948 erwarb. Es wurde vereinbart, dass die Liegenschaft in ihrer Gesamtheit erhalten bleiben und den Namen Wilhelm-Moll-Stiftung erhalten soll. Am 2. April 1951 wurde das Evangelische Jugendheim Hinterste Wache offiziell eröffnet, am 27. April zog das Landesjugendpfarramt ein. Es folgten mehrere Namensänderungen.
Heute umfasst die Jugend-, Freizeit- und Bildungsstätte insgesamt acht Gästehäuser in idyllischer Lage am Koppelsberg mit 89 Zimmern und 260 Betten. Ferner gehört ein Freigelände von über 20 Hektar Fläche dazu, auf dem sich zahlreiche Freizeitanlagen wie Beachvolleyballfelder, Streetbasketballfelder, ein Bolzplatz, eine Torwand, Grillplätze, Lagerfeuerstellen, ein Kinderspielplatz, ein Regenbogen-Spielplatz, ein Bootssteg und ein eigener Badestrand mit Servicegebäude (Toiletten, Umkleiden, Rettungseinrichtungen, Telefon) befinden. Zum Betrieb gehört auch eine Großküche mit mehreren Speiseräumen und einer Lounge sowie eine Veranstaltungshalle. Die Einrichtung wird im Verbund kirchlicher Tagungsstätten überregional vermarktet. Zielgruppe sind Familien, Kindergärten, Schulklassen, Kirchengemeinden, Jugendverbände und Tagungsveranstalter. Sie ist als Radfahrerunterkunft zertifiziert und bietet barrierefreie, behindertengerechte Räumlichkeiten. Eigenverpflegung ist möglich.
Nach unmittelbarer kirchlicher Anbindung ist die Bildungsstätte heute als Wirtschaftsbetrieb organisiert. Trägerin ist die als gemeinnützige GmbH verfasste Diakonie Nord Nord Ost, eine der größten diakonischen Träger Schleswig-Holsteins, hinter der kirchliche Einrichtungen und Stiftungen im Lübeck-lauenburgischen Raum stehen.

### Kapelle

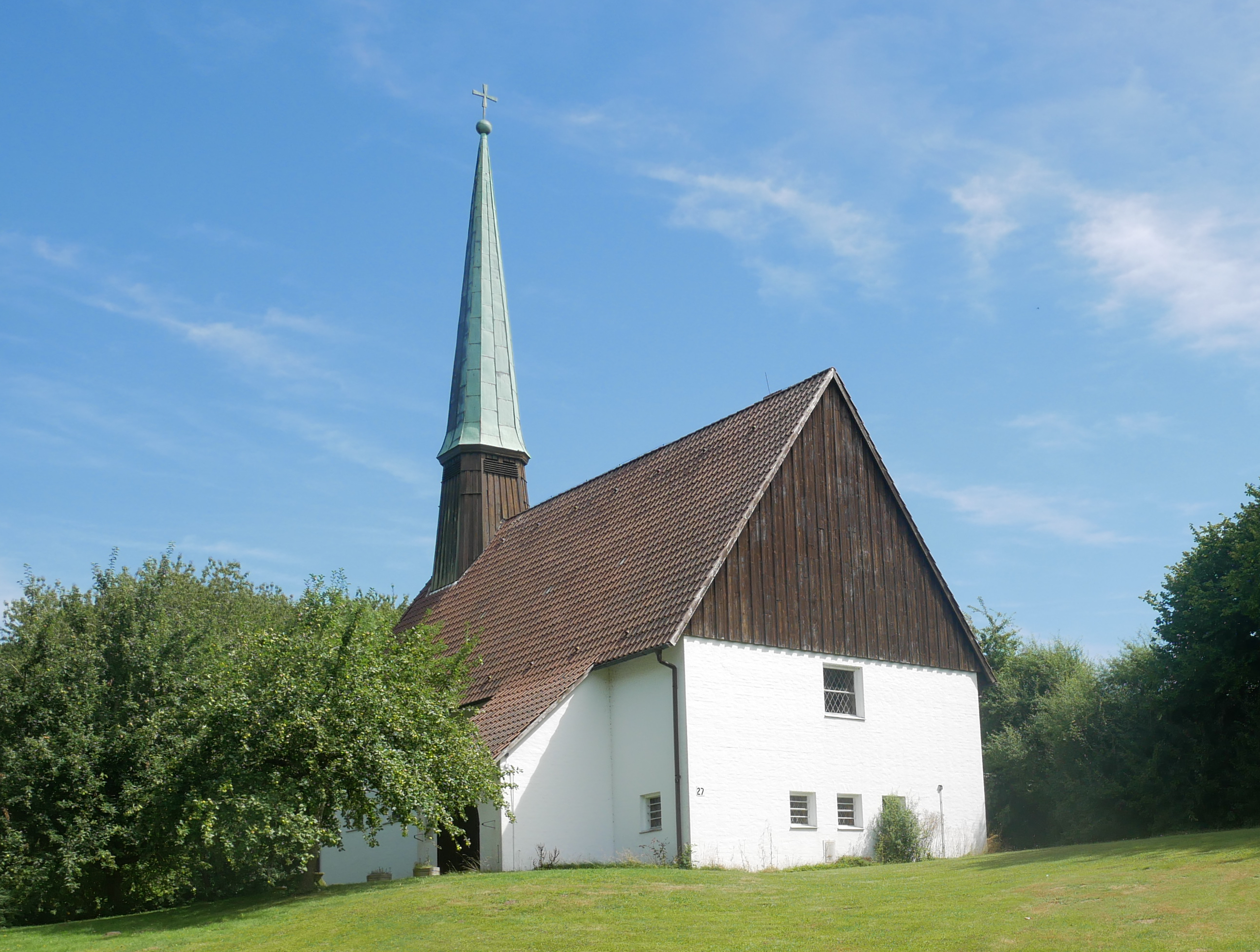
Koppelsberger Kapelle

Am 17. Juli 1953 wurde der Kapellenbauverein gegründet und neben der Bundesstraße B430 eine Kapelle errichtet. Diese wurde am 23. Oktober 1955 eingeweiht. Am 23. Oktober 2005 wurde bei einem Festgottesdienst mit Bischöfin Bärbel Wartenberg-Potter das 50-jährige Bestehen der Koppelsberger Kapelle gefeiert.

### Akademie am See
Auf dem Gelände befindet sich außerdem die akademie am see – Koppelsberg. Diese wurde 1954 als Landvolkshochschule gegründet und ist heute eine überregional wirkende Bildungseinrichtung. Nach der Satzung des Trägervereins bietet sie als Haus für Jugend-, Erwachsenen- und Familienbildung auf der Grundlage evangelischen Glaubens in ökumenischer Offenheit und Verantwortung Angebote für Familien, Behinderte, Kunst, Kultur und Kreativität. Zum Leistungsumfang zählen neben Tagungs- und Seminarräumen Unterkunft und Verpflegung auf dem Gelände. Die Akademie ist auch Anbieter von Bildungsurlaubsveranstaltungen.

### Posaunenhaus
Am Fuße des eigentlichen Koppelsbergs wurde Anfang der 1960er Jahre als Zentrale der damaligen Schleswig-Holsteinischen Posaunenmission ein Haus für den Posaunenwart samt Probenraum errichtet. Heute befindet sich dort die Zentrale des Posaunenwerks Hamburg – Schleswig-Holstein mit der Geschäftsstelle und einem Tagungshaus, in dem  Lehrgänge, Freizeiten und Sitzungen stattfinden.
Das Posaunenwerk Hamburg – Schleswig-Holstein ist einer von zwei Arbeitsbereichen der Posaunenarbeit innerhalb der Nordkirche und der nördlichste von insgesamt 31 Mitgliedsverbänden im Evangelischen Posaunendienst in Deutschland e.V. (EPiD), der insgesamt 7000 Posaunenchöre mit über 117.000 Bläserinnen und Bläsern vereint.
Es gliedert sich in 23 Bezirke, die ungefähr den Kirchenkreisen entsprechen. Die Bezirke werden von einer gewählten Bezirksleitung betreut, die das Bindeglied zwischen den Chören, dem Kirchenkreis und dem Posaunenwerk darstellt.
Die Nordkirche hat drei hauptamtliche Posaunenwarte angestellt. Von denen betreut Daniel Rau den südlichen und Werner Petersen den nördlichen Bereich des Posaunenwerks Hamburg – Schleswig-Holstein und Martin Huss  das Posaunenwerk Mecklenburg-Vorpommern.

### Weitere Einrichtungen
Ferner findet man hier die Büros des Jugendpfarramts der Nordkirche, die FÖJ-Betreuungsstelle des Landes Schleswig-Holstein, die Geschäftsstellen des MBK der Nordkirche (Menschen begegnen, Bibel entdecken, Kirche gestalten) und des Verbandes Christlicher Pfadfinderinnen und Pfadfinder (VCP) Schleswig-Holstein sowie die Räume des Jugendaufbauwerkes Plön.